# Бејли Лејкс (Охајо)
Бејли Лејкс (енгл. Bailey Lakes) град је у америчкој савезној држави Охајо.

## Демографија
По попису из 2010. године број становника је 371, што је 26 (-6,5%) становника мање него 2000. године.
| Група             | 2000.       | 2010.       |
| Белци             | 392 (98,7%) | 359 (96,8%) |
| Афроамериканци    | 0 (0,0%)    | 6 (1,6%)    |
| Азијати           | 0 (0,0%)    | 0 (0,0%)    |
| Хиспаноамериканци | 1 (0,3%)    | 1 (0,3%)    |
| Укупно            | 397         | 371         |